# Neža Kogovšek Šalamon
Neža Kogovšek Šalamon, slovenska pravnica, * 1978.
Strokovno se posveča vprašanjem človekovih pravic. V letih 2012–2018 je bila direktorica Mirovnega inštituta. Od 1. januarja 2024 je ustavna sodnica, od 16. decembra 2024 tudi podpredsednica Ustavnega sodišča Republike Slovenije.